# Les Abrets en Dauphiné
Les Abrets en Dauphiné  est, depuis le 1er janvier 2016, une commune nouvelle française située dans le département de l'Isère, en région Auvergne-Rhône-Alpes.
Cette commune correspond au regroupement des anciennes communes des Abrets, de Fitilieu et de La Bâtie-Divisin. La mairie est située dans l'hôtel de ville de l'ancienne commune des Abrets.
Les Abrets en Dauphiné est adhérente à la communauté de communes Les Vals du Dauphiné depuis le 1er janvier 2017.

## Géographie

### Situation et description
Le commune nouvelle qui regroupe trois anciennes communes de la petite agglomération des Abrets est située dans le secteur du Nord-Isère, correspondant administrativement à l'arrondissement de La Tour-du-Pin et son centre géographique se positionne non loin du carrefour de la RD 1075 (ancienne route nationale 75) et de la RD 1006 (ancienne route nationale 6) et à 45 km de Grenoble et à 65 km de Lyon.
L'ancienne commune des Abrets qui correspond au secteur le plus peuplé présente le noyau urbain d'un ensemble qui reste en grande partie rural avec de nombreuses zones agricoles et boisées.

### Hydrographie
Le territoire communal est sillonné par deux cours d'eau :
- il est bordé dans sa partie occidentale (en limite avec la commune voisine de Saint-André-le-Gaz) par la Bourbre[2], un affluent direct en rive gauche du Rhône ;
- il est également bordé, mais cette fois-ci dans sa partie orientale (en limite avec le territoire de la commune du Pont-de-Beauvoisin[3]), par la Bièvre, un affluent direct en rive gauche du Rhône. Cette rivière possède plusieurs affluents dont le ruisseau du Gazon, d'une longueur de 0,9 km, qui traverse le territoire communal et rejoint la Bièvre au niveau de l'ancienne commune de La Bâtie-Divisin.

### Climat
Pour des articles plus généraux, voir Climat d'Auvergne-Rhône-Alpes et Climat de l'Isère.
En 2010, le climat de la commune est de type climat des marges montargnardes, selon une étude du Centre national de la recherche scientifique s'appuyant sur une série de données couvrant la période 1971-2000. En 2020, Météo-France publie une typologie des climats de la France métropolitaine dans laquelle la commune est exposée à un climat de montagne ou de marges de montagne et est dans la région climatique Alpes du nord, caractérisée par une pluviométrie annuelle de 1 200 à 1 500 mm, irrégulièrement répartie en été.
Pour la période 1971-2000, la température annuelle moyenne est de 10,5 °C, avec une amplitude thermique annuelle de 18,3 °C. Le cumul annuel moyen de précipitations est de 1 275 mm, avec 9,8 jours de précipitations en janvier et 7,5 jours en juillet. Pour la période 1991-2020, la température moyenne annuelle observée sur la station météorologique de Météo-France la plus proche, « Pont-de-Beauvoisin », sur la commune du Pont-de-Beauvoisin à 7 km à vol d'oiseau, est de 11,8 °C et le cumul annuel moyen de précipitations est de 1 166,3 mm,. Pour l'avenir, les paramètres climatiques de la commune estimés pour 2050 selon différents scénarios d'émission de gaz à effet de serre sont consultables sur un site dédié publié par Météo-France en novembre 2022.
| Mois                                  | jan.           | fév.            | mars            | avril         | mai             | juin          | jui.          | août           | sep.            | oct.          | nov.            | déc.            | année      |
| ------------------------------------- | -------------- | --------------- | --------------- | ------------- | --------------- | ------------- | ------------- | -------------- | --------------- | ------------- | --------------- | --------------- | ---------- |
| Température minimale moyenne (°C)     | −1,2           | −1,2            | 1,6             | 4,5           | 8,9             | 12,4          | 13,9          | 13,7           | 10,2            | 7,1           | 2,5             | −0,4            | 6          |
| Température moyenne (°C)              | 2,8            | 3,9             | 7,9             | 11,2          | 15,4            | 19,2          | 21,2          | 20,9           | 16,7            | 12,5          | 6,9             | 3,4             | 11,8       |
| Température maximale moyenne (°C)     | 6,8            | 9,1             | 14,3            | 17,9          | 21,9            | 26            | 28,5          | 28,2           | 23,2            | 17,9          | 11,2            | 7,2             | 17,7       |
| Record de froid (°C) date du record   | −17 12.01.1987 | −17,5 05.02.12  | −14,4 01.03.05  | −5,8 08.04.03 | −1,6 15.05.1995 | 1,5 01.06.06  | 5 13.07.1993  | 3,4 30.08.1986 | −0,7 30.09.1995 | −5 26.10.03   | −9,5 23.11.1998 | −17 20.12.09    | −17,5 2012 |
| Record de chaleur (°C) date du record | 21,3 10.01.15  | 23,7 23.02.1990 | 28,5 22.03.1990 | 30,2 28.04.12 | 33,7 24.05.09   | 38,6 22.06.03 | 39,4 24.07.19 | 41,1 13.08.03  | 34,3 04.09.23   | 30,2 11.10.23 | 25,6 11.11.1995 | 22,5 18.12.1989 | 41,1 2003  |
| Précipitations (mm)                   | 84,3           | 68,5            | 84,1            | 93,3          | 115             | 102,5         | 93,8          | 89,2           | 111,4           | 117,3         | 112,5           | 94,4            | 1 166,3    |

### Voies de communication et transports

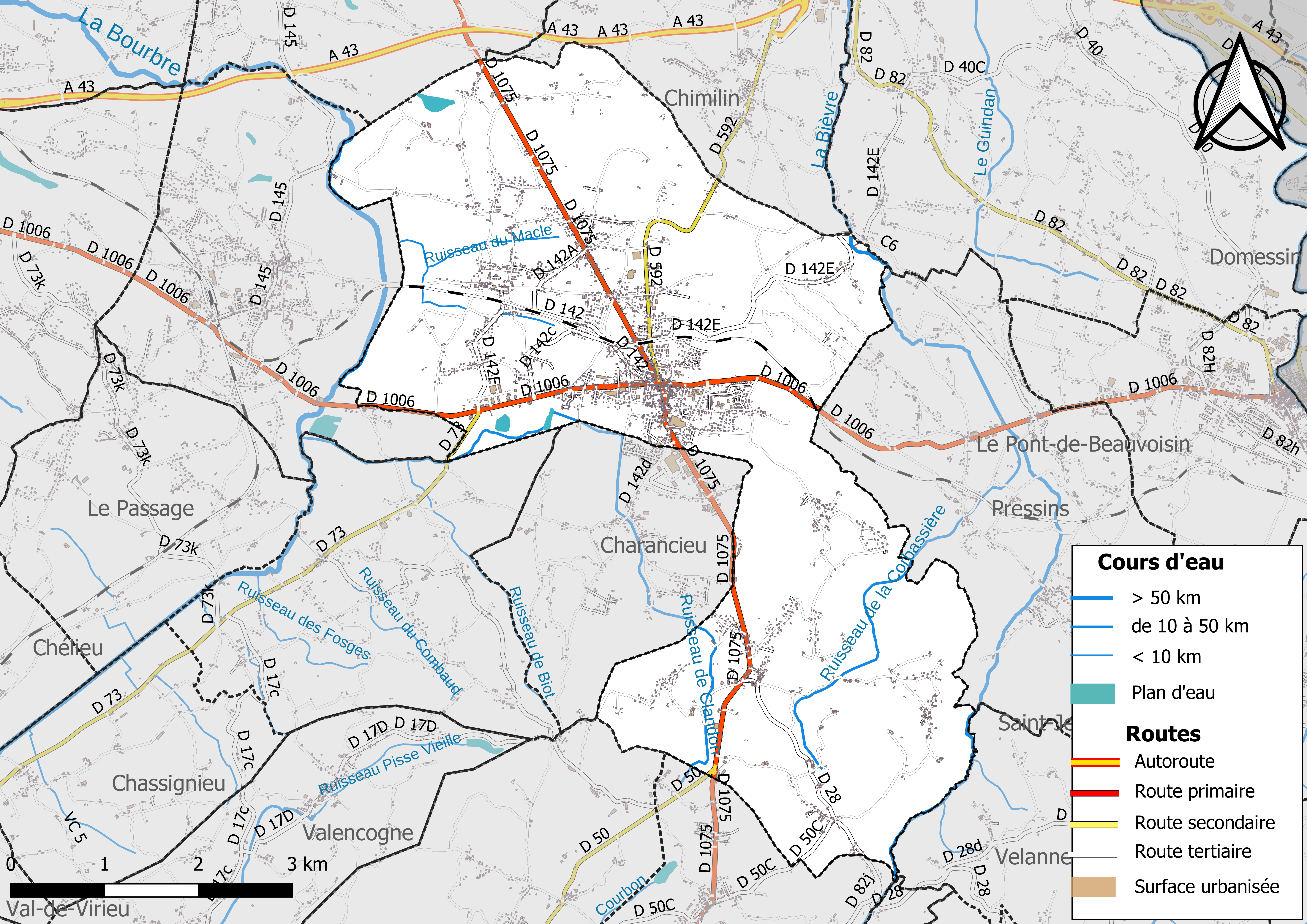
Carte des réseaux hydrographique et routier de la commune de Les Abrets en Dauphiné.

Le territoire communal, desservi par une autoroute, est traversé par deux routes à grandes circulations qui sont d'anciennes routes nationales :
- l'autoroute A43 (à péage) qui relie Lyon à Chambéry passe à proximité de la commune. Une bretelle autoroutière située au nord de la commune permet de rejoindre l'agglomération ;
- : 10 à 62 km : Le Pont-de-Beauvoisin, Les Avenières, Les Abrets en Dauphiné ;
- l'ancienne route nationale 75 était une route nationale française permettant de rejoindre Tournus par Bourg-en-Bresse et Sisteron, par Grenoble. Cette route, déclassée en  RD 1075 en 2006, relie la ville des Abrets en Dauphiné à Grenoble vers le sud et à Bourg-en-Bresse, vers le nord ;
- l'ancienne Route nationale 6, permettant de rejoindre localement l'agglomération de Lyon vers l'ouest et l'agglomération de Chambéry vers le sud. Cette route a été déclassée en route départementale RD 1006 dans les départements français de l'Isère et de la Savoie.

## Urbanisme

### Typologie

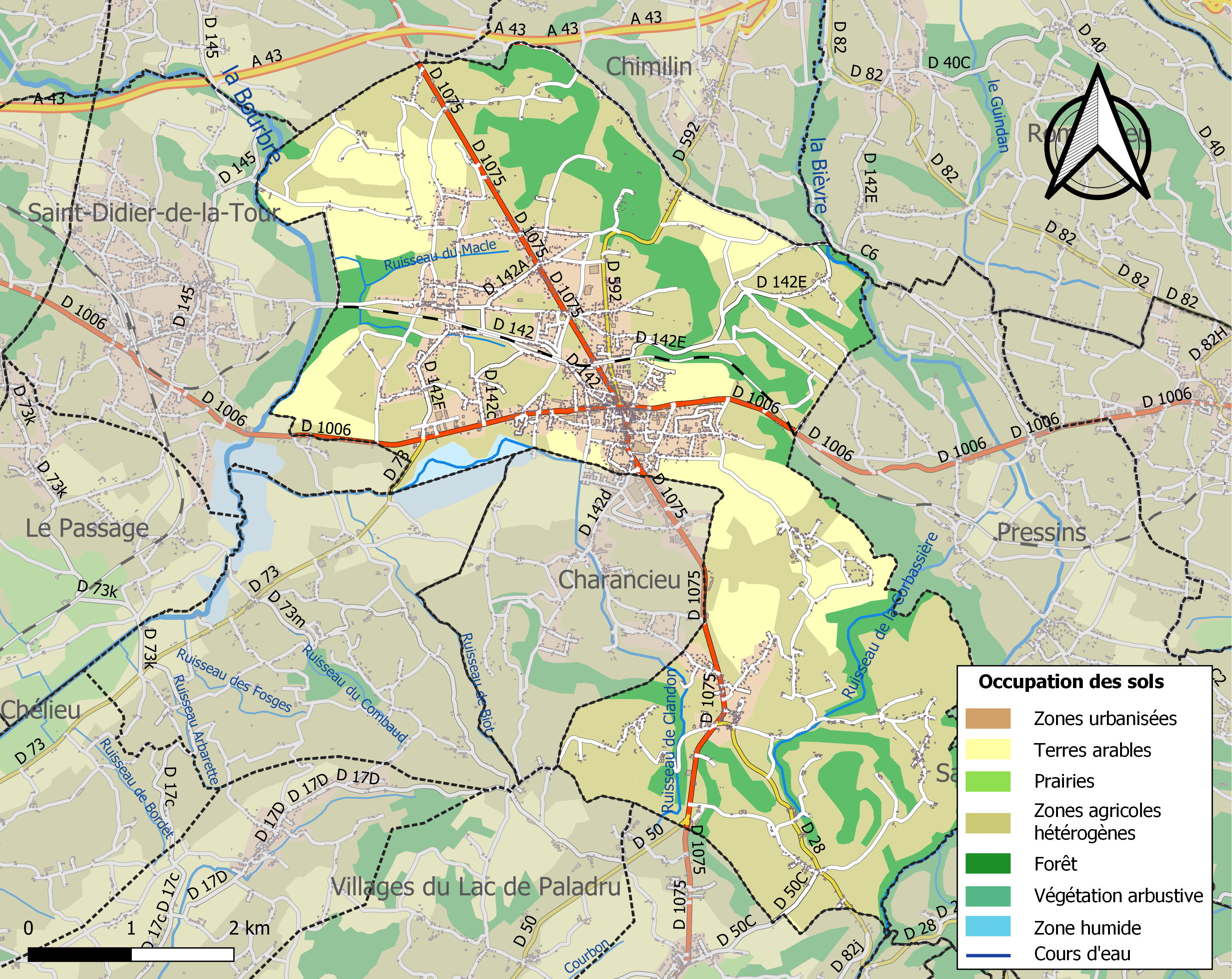
Carte des infrastructures et de l’occupation des sols en 2018 de la commune de Les Abrets en Dauphiné

Les Abrets en Dauphiné est une commune rurale, car elle fait partie des communes peu ou très peu denses, au sens de la grille communale de densité de l'Insee,,,.
Elle appartient à l'unité urbaine des Abrets en Dauphiné, une agglomération intra-départementale regroupant 4 communes et 10 696 habitants en 2022, dont elle est ville-centre,.
Par ailleurs la commune fait partie de l'aire d'attraction des Abrets en Dauphiné, dont elle est la commune-centre. Cette aire, qui regroupe 3 communes, est catégorisée dans les aires de moins de 50 000 habitants,.

### Risques naturels et technologiques

#### Risques sismiques
L'ensemble du territoire de la commune des Abrets en Dauphiné est situé en zone de sismicité no 3, dite « modérée » (sur une échelle de 1 à 5), comme la plupart des communes de son secteur géographique, mais non loin de la zone no 4, située plus à l'est.
| Type de zone | Niveau            | Définitions (bâtiment à risque normal) |
| ------------ | ----------------- | -------------------------------------- |
| Zone 3       | Sismicité modérée | accélération = 1,1 m/s2                |

## Toponymie
Le terme Abrets, nom d'une des anciennes communes autour de laquelle s'est construit ce nom, provient du terme Albrez Albretum ou Arbreta, provenant lui-même du latin « Arbor » : ce qui est relatif à l'arbre.

## Histoire
Pour la période précédant la fusion, Il convient de se reporter aux articles consacrés aux anciennes communes concernées.

### Création de la commune nouvelle

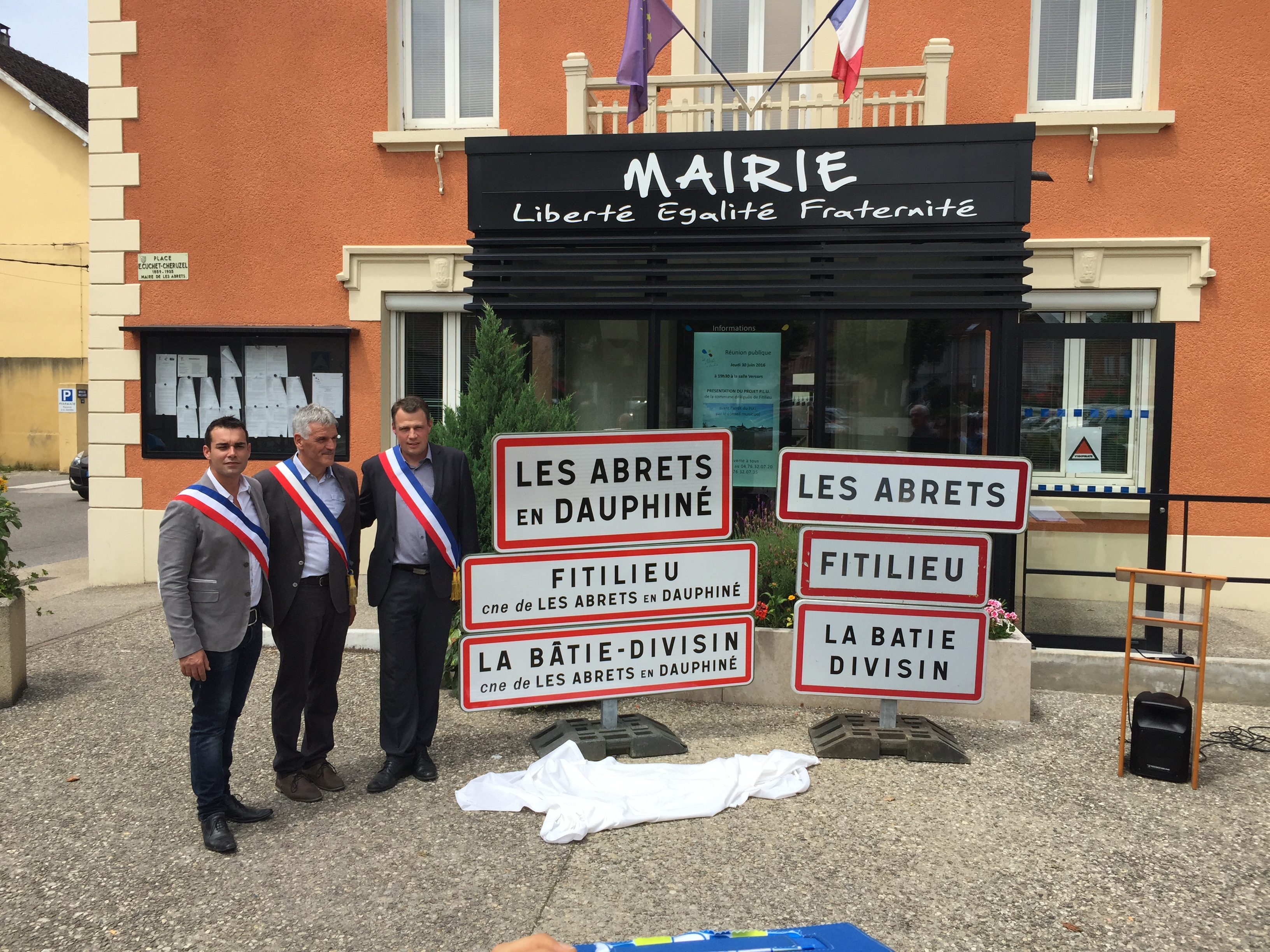
Les trois maires délégués pour la commune nouvelle des Abrets en Dauphiné en juin 2016.

Le 17 novembre 2015, les conseillers municipaux des trois communes, Les Abrets, La Bâtie-Divisin et Fitilieu décident la création de la commune nouvelle :
- Les Abrets : 21 voix pour, 5 voix contre et une abstention ;
- Fitilieu : 16 voix  pour et 3 voix contre ;
- La Bâtie-Divisin : à l'unanimité des voix pour.

La commune nouvelle est créée par l'arrêté préfectoral du 30 décembre 2015 avec effet au 1er janvier 2016. On note que dans l'arrêté signé par le préfet, la graphie de la commune nouvelle n'est pas conforme aux règles de typographie française ; en effet la commune aurait dû se nommer « Les Abrets-en-Dauphiné ». Compte tenu de la signature du préfet, c'est cette graphie erronée qui est reprise en 2016 dans le Code officiel géographique.

## Politique et administration

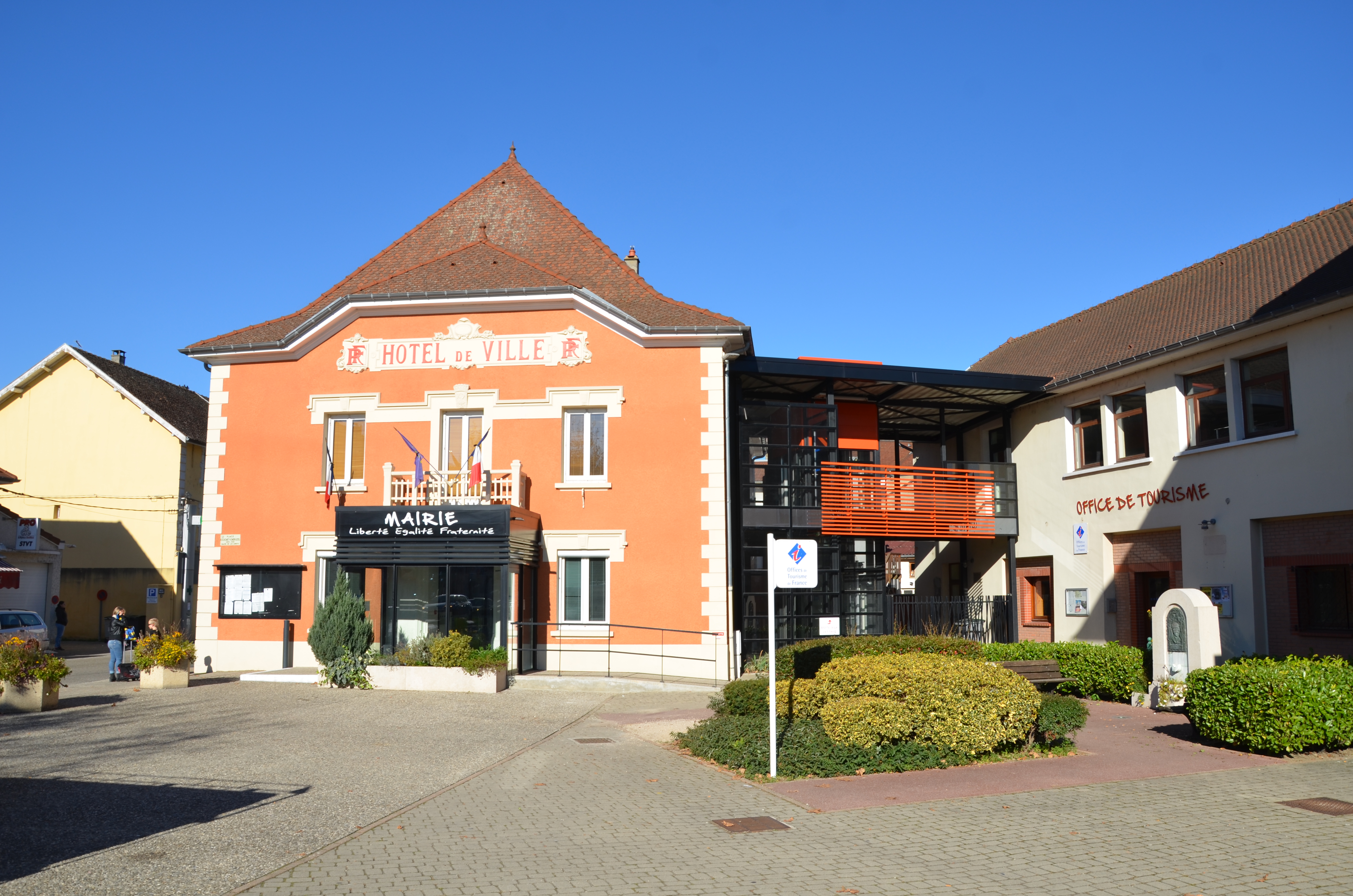
Mairie des Abrets en Dauphiné.

Le siège du conseil municipal ainsi que le bureau du maire de la commune nouvelle sont installés dans l'hôtel de ville de l'ancienne commune des Abrets.

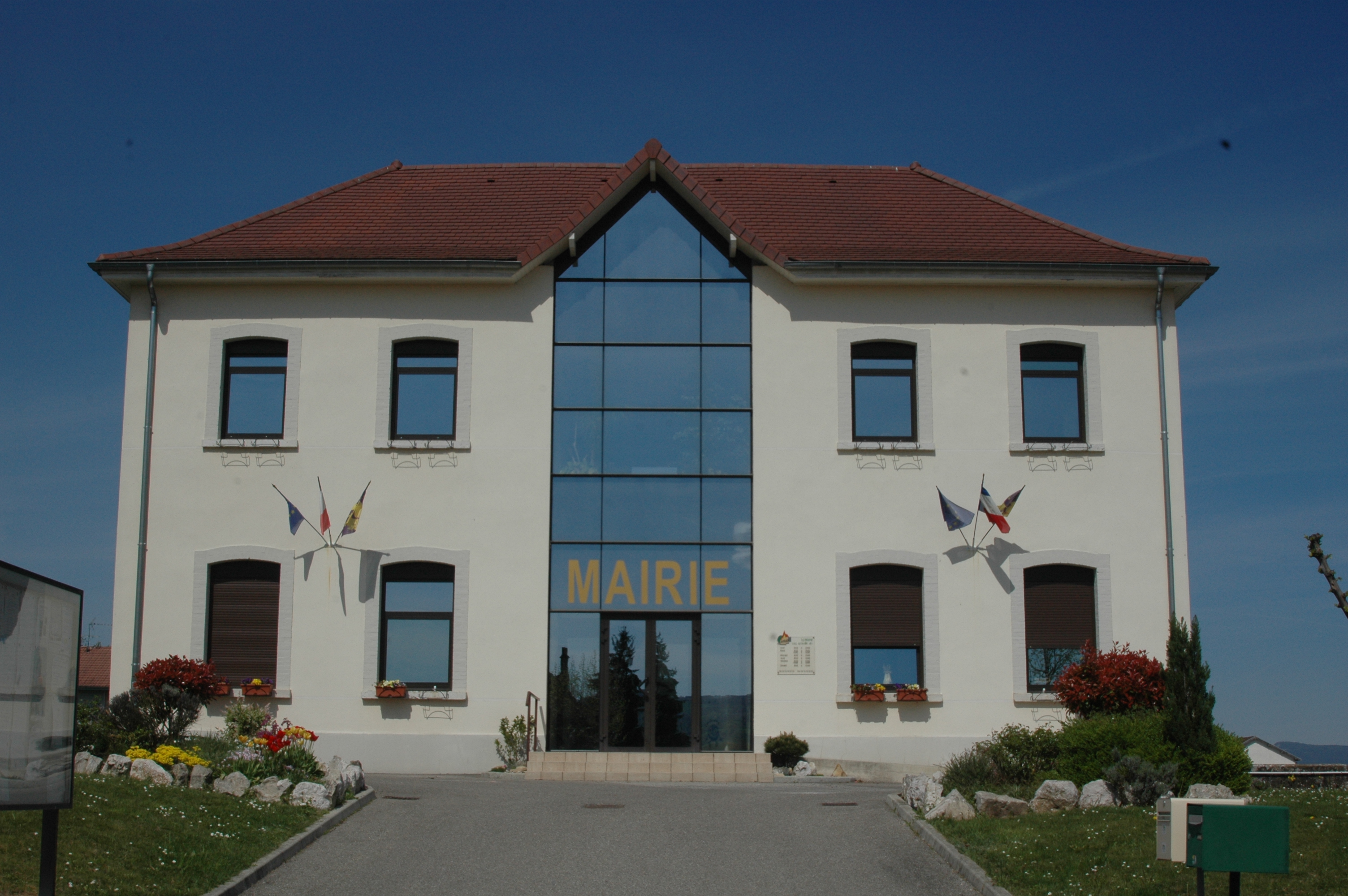
Ancienne mairie de Fitilieu.
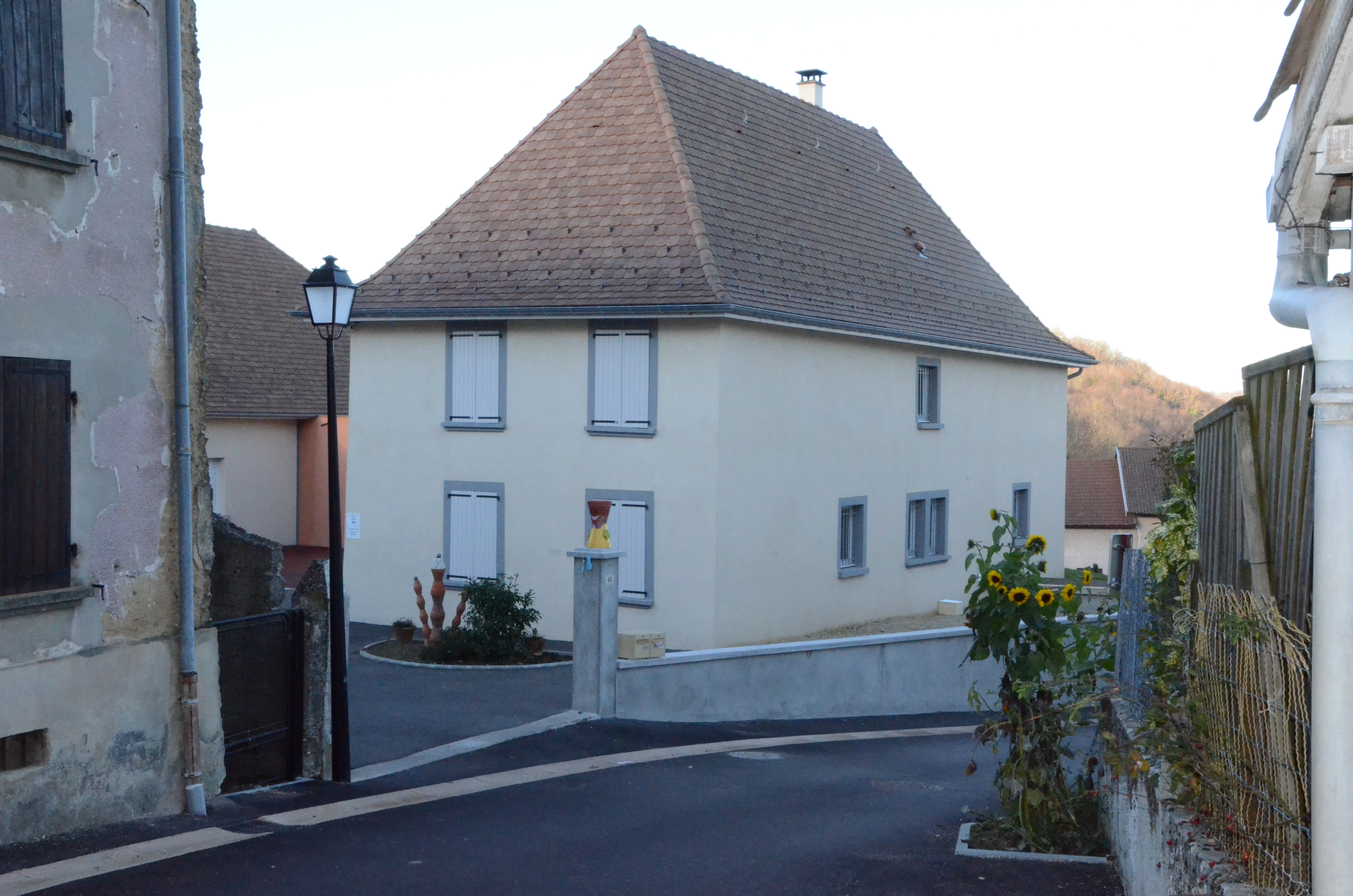
Ancienne mairie de La Bâtie-Divisin.

### Administration municipale
Jusqu'aux prochaines élections municipales de 2020, le conseil municipal de la commune nouvelle est constitué de l'ensemble des conseillers municipaux des anciennes communes, soit soixante-et-un membres.
| Nom                | Code Insee | Intercommunalité      | Superficie (km2) | Population (dernière pop. légale) | Densité (hab./km2) |
| ------------------ | ---------- | --------------------- | ---------------- | --------------------------------- | ------------------ |
| Les Abrets (siège) | 38001      | CC Bourbre-Tisserands | 6,89             | 3 644 (2013)                      | 529                |
| La Bâtie-Divisin   | 38028      | CA du Pays Voironnais | 10,51            | 890 (2013)                        | 85                 |
| Fitilieu           | 38165      | CC Bourbre-Tisserands | 10,01            | 1 844 (2013)                      | 184                |

## Tendances politiques et résultats

### Liste des maires
| Période | Période  | Identité            | Étiquette | Qualité                           |
| ------- | -------- | ------------------- | --------- | --------------------------------- |
| 2006    | 2020     | François Boucly     |           | Nommé puis élu le 13 janvier 2016 |
| 2020    | En cours | Benjamin Gastadello | DVC       |                                   |

## Population et société

### Démographie
L'évolution du nombre d'habitants est connue à travers les recensements de la population effectués dans la commune depuis sa création.

En 2022, la commune comptait 6 713 habitants, en évolution de +6,74 % par rapport à 2016 (Isère : +3,07 %, France hors Mayotte : +2,11 %).
| 2014  | 2015  | 2016  | 2017  | 2022  |
| ----- | ----- | ----- | ----- | ----- |
| 6 440 | 6 267 | 6 289 | 6 311 | 6 713 |

### Enseignement

#### Enseignement primaire
La commune nouvelle se situe dans l'aire de l'académie de Grenoble et son effectif d'élèves scolarisés durant la rentrée scolaire 2018/2019 s'élève à 615 enfants répartis dans trois écoles :
- l'école « Les Dauphins » pour les sections de maternelle ;
- l'école « Éric Tabarly » pour les élèves de CP et CE1 ;
- l'école « Haroun Tazieff » pour les élèves de CE2 et des cours moyens.

### Équipements et clubs sportif
L'ASF Bourbre est le nom des équipes officielles de football de la commune. Celle-ci comprend trois équipes dont une équipe féminine.

### Équipement social et sanitaire
Le foyer d'accueil médicalisé (FAM) Jean Janin est un établissement créé en 1977 et géré par la CCAS de la commune accueillant des personnes handicapées adultes. Celui-ci présente un effectif de soixante-trois personnes en hébergement permanent et de cinq places en accueil de jour,.

### Médias
Historiquement, le quotidien à grand tirage Le Dauphiné libéré consacre, chaque jour, y compris le dimanche, dans son édition Voironnais-Chartreuse, un ou plusieurs articles à l'actualité de la ville, ainsi que des informations sur les éventuelles manifestations locales, les travaux routiers, et autres événements divers à caractère local.
La commune est située sur l'aire de diffusion de radio Ici Isère, une radio publique qui émet sur tout le territoire du département de l'Isère.

### Cultes
La communauté catholique et les églises de la commune (propriété de la commune) dépendent de la paroisse Saint-Jacques de la Marche qui comprend vingt autres églises du secteur. Cette paroisse est rattachée au diocèse de Grenoble-Vienne.

## Économie

### Secteur industriel et commercial
La manufacture de maroquinerie Hermès est située dans le secteur de l'ancienne commune de Fitilieu.
L'usine Bourgeat (crée en 1918, devenue depuis 2001 le groupe Matfer-Bourgeat) est emblématique de la commune, avec son site historique de production à l'entrée sud de l'ancienne commune de Les Abrets (côté Charancieu, Voiron), et son site récent de distribution à l'entrée nord (côté autoroute A43, Chimilin).

### Secteur touristique
L'office de tourisme de la communauté de communes Les Vals du Dauphiné, dont le siège est situé à La Tour-du-Pin, gère un bureau sur le territoire des Abrets en Dauphiné.

## Culture locale et patrimoine

### Lieux et monuments

#### Lamaison fortesur motte de Châteauvieux
Cet ancien bâtiment, sur le territoire de l'ancienne commune de la Bâtie-Divisin, datait du XIVe siècle, à proximité du hameau des Monins. En 2019, il ne reste qu'un tertre de trente mètres de diamètre avec les restes d'un fossé.

#### Les monuments religieux
- L'église du XIXe siècle dans l'ancienne commune des Abrets ;
- l'église paroissiale de La Bâtie-Divisin.

#### Circuits et chemins
Le territoire communal est situé sur un circuit touristique départemental et un chemin de pèlerinage :
- le Chemin de Soie[33] ;
- le chemin du pèlerinage de Saint-Jacques-de-Compostelle : Les Abrets se trouve sur l'un des sentiers (Via Gebennensis) pratiqué par ses pèlerins.

#### Sites touristiques divers
- Le parc zoologique du « Domaine des Fauves » est situé dans l'ancienne commune de Fitilieu.

### Sites naturels
La commune héberge des zones naturelles d'intérêt écologique, faunistique et floristique, dont :
- Boisements humides du ruisseau de la Corbassière (N° régional : 38090004).
- Forêts riveraines des ruisseaux des Rajans, du Caron et de la Combe Pigna (N° régional : 38090001)[34].

### Personnalités liées à la commune
- Louis Franchon écrivain et peintre né aux Abrets et mort dans la même ville (1908-1944), connu aussi sous le nom d'Armand Diel, pseudonyme qu'il utilisait pour son œuvre avant-gardiste.
- Thomas-Joseph Armand-Calliat (né aux Abrets en 1822 et décédé à Lyon en 1901) est un orfèvre français, auteur de nombreuses pièces d'orfèvrerie, visibles dans divers musées de France.